# Stenasellus pardii
Stenasellus pardii är en kräftdjursart som beskrevs av Lanza1966. Stenasellus pardii ingår i släktet Stenasellus och familjen Stenasellidae. Inga underarter finns listade i Catalogue of Life.